# Taishakuten
Taishakuten (jap. 帝釈天 Sakra devānām Indra) – bóstwo hinduizmu, dźinizmu i buddyzmu; w skrócie Taishaku; król niebiańskiego świata (nieba, jap. 天上界, tenjōkai), chroniący buddyzm; japońska nazwa sanskryckiego Śakra. 

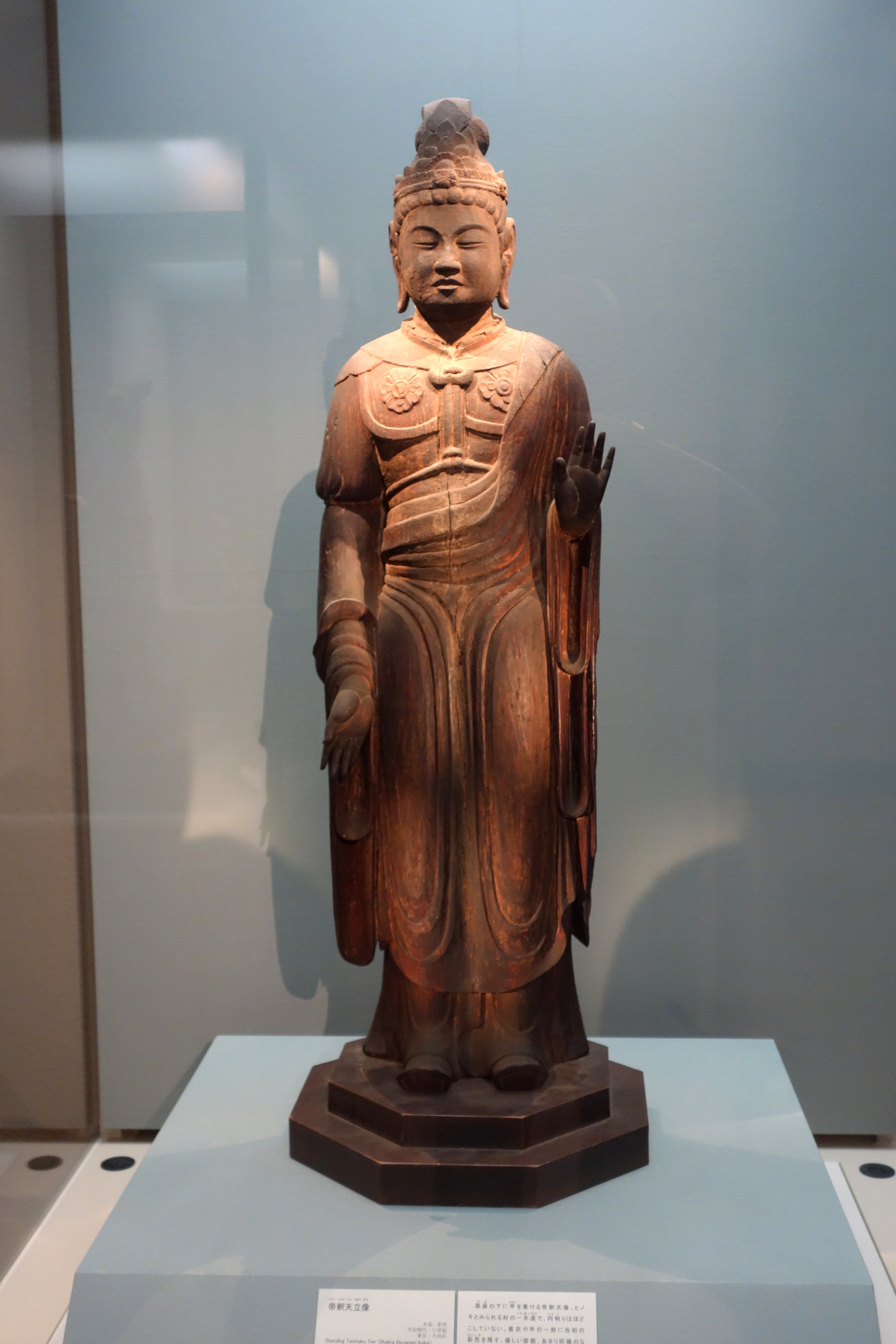
Tokyo National Museum, figura Taishakuten, okres Heian, XI w.

Pierwotnie bóg piorunów w hinduizmie, później adaptowany do buddyzmu jako bóstwo chroniące. 
Mieszka w Pałacu Prawidłowych Widoków (lub Radosny Aby Widzieć), w Niebie Trzydziestu Trzech (sanskryt: Trāyastriṃśa, jap. 忉利天 Tōriten), na szczycie góry Sumeru (lub Meru, jap. Shumisen 須弥山), i obsługiwany przez Czterech Niebiańskich Królów, rządzi innymi trzydziestoma dwoma bóstwami niebios. 